# 김은주 (경기도의원)
김은주(金誾株, 1972년 5월 2일~)는 대한민국의 대학 교수 겸 사회 복지학 교육인 출신의 정치인이다. 2016년 7월 21일 더불어민주당에 입당하였으며 2년 후 2018년 6월 13일 지선에서 당선된 그녀는, 지난날의 전직 제10대 경기도의회 초선 경기도의원(2018년 7월~2022년 6월)이었었다.

## 학력
- 이화여자대학교 대학원 박사과정 수료(임상사회복지전공)

## 경력
- 경기도노인자살예방센터 기획관리조정실 실장
- 경기도노인자살예방센터 대표 소장
- 평택대학교 사회복지학과 객원교수
- 청주대학교 사회복지학과 강사
- 경기대학교 사회복지학과 강사
- 성결대학교 사회복지학부 겸임교수
- 한국노인상담연구소 소장
- 2018.07 ~ 2022.06: 제10대 경기도의회 의원 (초선, 비례대표)

## 역대 선거 결과
|  | 52.81% |

|  | 46.68% |